# Općina Kostel
Općina Kostel (slo.: Občina Kostel) je općina u južnoj Sloveniji u pokrajini Dolenjskoj i statističkoj regiji Jugoistočna Slovenija. Središte općine je naselje Vas s 59 stanovnika. 

## Zemljopis
Općina Kostel nalazi se u južnom dijelu Slovenije i pogranična je prema Hrvatskoj. Općina obuhvaća gornji dio doline rijeke Kupe i južne padine planine Goteniške gore.
U općini vlada oštrija, planinska varijanta umjereno kontinentalne klime. Najveći vodotok je pogranična rijeka Kupa. Svi ostali vodotoci su mali i pritoci su rijeke Kupe.

## Naselja u općini
Ajbelj, Banja Loka, Briga, Brsnik, Colnarji, Delač, Dolenji Potok, Dren, Drežnik, Fara, Gladloka, Gorenja Žaga, Gorenji Potok, Gotenc, Grgelj, Grivac, Hrib pri Fari, Jakšiči, Jesenov Vrt, Kaptol, Kostel, Krkovo nad Faro, Kuželj, Laze pri Kostelu, Lipovec pri Kostelu, Mavrc, Nova Sela, Oskrt, Padovo pri Fari, Petrina, Pirče, Planina, Poden, Podstene pri Kostelu, Potok, Puc, Rajšele, Rake, Sapnik, Selo pri Kostelu, Slavski Laz, Srednji Potok, Srobotnik ob Kolpi, Stelnik, Stružnica, Suhor, Štajer, Tišenpolj, Vas, Vimolj, Vrh pri Fari, Zapuže pri Kostelu

## Vanjske poveznice
- Službena stranica općine